# Ruta 5 Panamericana La Serena-Coquimbo

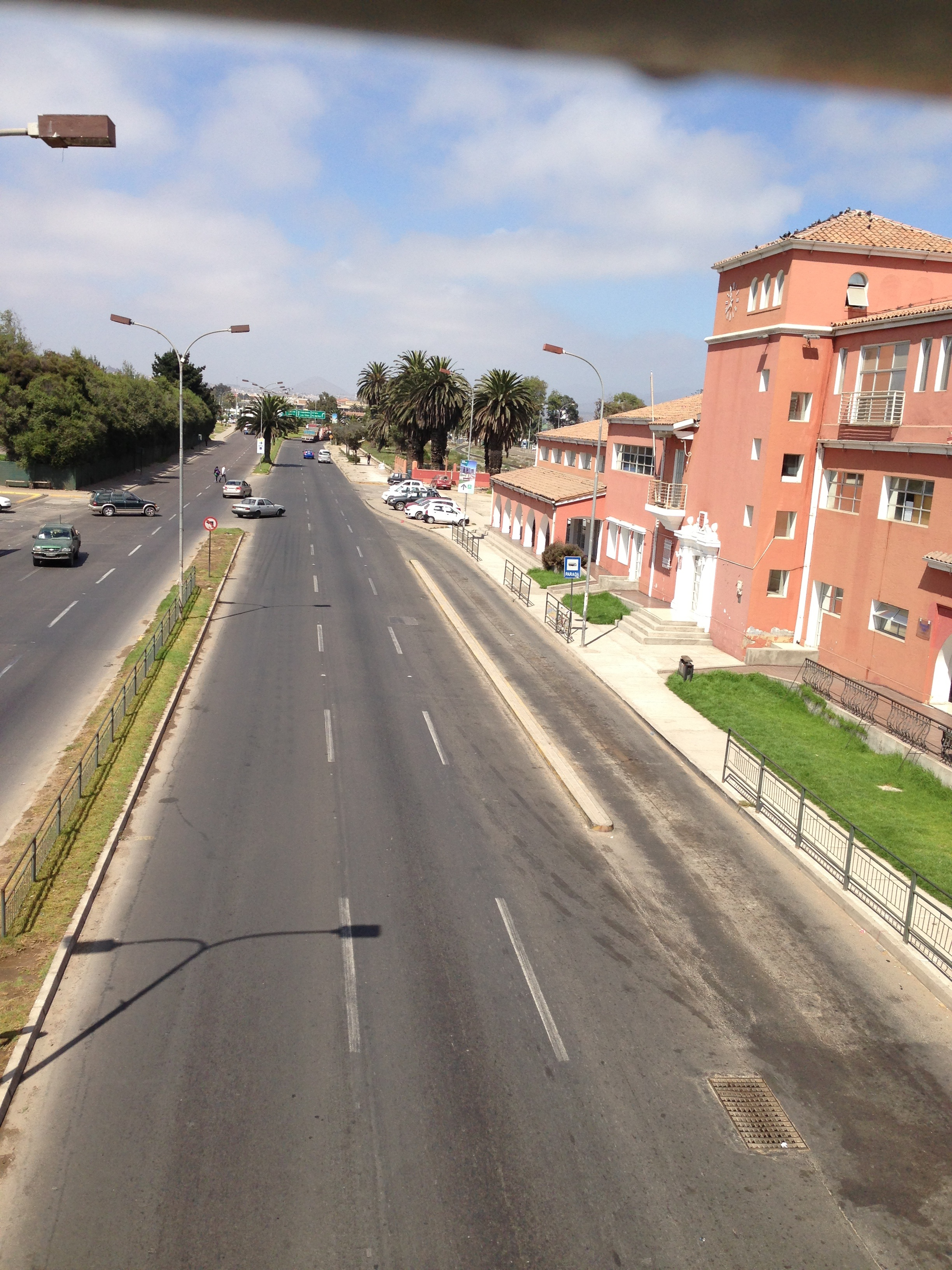
Ruta 5 La Serena-Coquimbo a la altura de la estación La Serena.

La ruta 5 Panamericana La Serena-Coquimbo es una ruta nacional longitudinal corresponde al tramo de la ruta 5 Panamericana en su paso por la Conurbación La Serena-Coquimbo en la Región de Coquimbo. Es la principal arteria vial de dicha conurbación y posee una longitud de 17 km.
La vía se inicia en el sector del puente Fiscal, al norte de la capital regional La Serena y en la desembocadura del río Elqui. Finaliza al sur del balneario de La Herradura, en la comuna de Coquimbo, en la costa del océano Pacífico. En su recorrido se encuentran diversas estaciones de servicio o gasolineras, además de contener distintos cruces a las calles y avenidas más importantes de ambas ciudades. Originalmente construida con una sola vía para ambos sentidos, el 8 de junio de 1972 fue inaugurada la doble vía que une La Serena con Coquimbo, entre la avenida Francisco de Aguirre y el sector de El Culebrón, mientras que el 29 de diciembre de 1981 fue inaugurado el tramo entre el puente La Garza y la calle Los Rieles, en el acceso sur de Coquimbo.
Hacia 1940 los puentes «Paraíso» y «Miramar», ubicados entre las avenidas Regimiento Arica y Cuatro Esquinas, fueron reconstruidos. Se tiene en estudio y licitación la concesión a privados de la actual carretera, por la futura "Autopista del Mar", con el mismo trazado y cruces a desniveles.

## Recorrido
De norte a sur, la ruta se interseca con algunas de las principales avenidas de La Serena y Coquimbo:
| Ruta 5, tramo La Serena-Coquimbo                                                                   |                                  |                            | |
| Salidas e infraestructura sentido este-oeste                                                       | Distancia del puente Fiscal (km) | Distancia de El Panul (km) | Salidas e infraestructura sentido oeste-este                                                       |
| Desde Autopista Ruta del Algarrobo                                                                 | 0 (km 473)                       | 16 (km 473)                | Continuación como Autopista Ruta del Algarrobo                                                     |
| | 0 (km 473)                       | 16 (km 473)                | La Serena Calle Eduardo de la Barra                                                                |
| La Serena Avenida Francisco de Aguirre                                                             | 1 (km 472)                       | 15 (km 472)                | La Serena Avenida Francisco de Aguirre                                                             |
| Gasolinera COPEC                                                                                   | 1 (km 472)                       | 15 (km 472)                | Gasolinera COPEC                                                                                   |
| La Serena Calle Juan de Dios Pení por COPEC                                                        | 1 (km 472)                       | 15 (km 472)                | La Serena Calle Juan de Dios Pení                                                                  |
| | 1 (km 472)                       | 15 (km 472)                | Gasolinera Aramco                                                                                  |
| La Serena Avenida Amunátegui 41-CH                                                                 | 2 (km 471)                       | 14 (km 471)                | La Serena, Buen Pastor Avenida Amunátegui 41-CH                                                    |
| La Serena, Buen Pastor Avenida Huanhualí                                                           | 2 (km 471)                       | 14 (km 471)                | La Serena Avenida Huanhualí                                                                        |
| La Serena, Las Vegas de La Serena, Buen Pastor, La Pampa Avenida Cuatro Esquinas                   | 4 (km 469)                       | 12 (km 469)                | La Serena, Las Vegas de La Serena, Buen Pastor, La Pampa Avenida Cuatro Esquinas                   |
| La Serena, Las Vegas de La Serena, Buen Pastor, La Pampa Puente Miramar                            | 5 (km 468)                       | 11 (km 468)                | La Serena, Las Vegas de La Serena, Buen Pastor, La Pampa Puente Miramar                            |
| La Serena, Las Vegas de La Serena, Peñuelas Puente Paraíso Calle Canto del Agua                    | 6 (km 467)                       | 10 (km 467)                | La Serena, Las Vegas de La Serena, Peñuelas Puente Paraíso Calle Canto del Agua                    |
| Gasolinera Shell                                                                                   | 7 (km 466)                       | 9 (km 466)                 | Gasolinera Shell                                                                                   |
| Coquimbo, Peñuelas Calle Peñuelas Norte                                                            | 7 (km 466)                       | 9 (km 466)                 | La Serena, La Pampa, Tierras Blancas Avenida Regimiento Arica Calle Los Jardines                   |
| Coquimbo, Peñuelas Calle Peñuelas Sur                                                              | 8 (km 465)                       | 8 (km 465)                 | Coquimbo, Peñuelas Calle Amanecer                                                                  |
| Alto Peñuelas, La Cantera Calle Gregorio Méndez Arancibia Peñuelas Calle Gregorio Méndez Arancibia | 9 (km 464)                       | 7 (km 464)                 | Alto Peñuelas, La Cantera Calle Gregorio Méndez Arancibia Peñuelas Calle Gregorio Méndez Arancibia |
| Coquimbo Avenida La Cantera La Cantera, Tierras Blancas, Pan de Azúcar Avenida La Cantera D-35     | 10 (km 463)                      | 6 (km 463)                 | Coquimbo Avenida La Cantera La Cantera, Tierras Blancas, Pan de Azúcar Avenida La Cantera D-35     |
| Gasolinera Aramco por salida a La Cantera                                                          | 10 (km 463)                      | 6 (km 463)                 | |
| Puente Culebrón Estero Culebrón                                                                    | 10 (km 463)                      | 6 (km 463)                 | Puente Culebrón Estero Culebrón                                                                    |
| Coquimbo, San Juan Calle Suecia                                                                    | 11 (km 462)                      | 5 (km 462)                 | Coquimbo, San Juan Calle Suecia                                                                    |
| Coquimbo, San Juan Calle Ramón Carnicer                                                            | 11 (km 462)                      | 5 (km 462)                 | Coquimbo, San Juan Calle Ramón Carnicer                                                            |
| Coquimbo, Baquedano Calle 25 de Mayo RN 44                                                         | 11 (km 462)                      | 5 (km 462)                 | Coquimbo, Baquedano Calle 25 de Mayo RN 44                                                         |
| Coquimbo, Baquedano Calle Santa Ester                                                              | 11 (km 462)                      | 5 (km 462)                 | |
| Coquimbo, Baquedano Calle 10 de Julio                                                              | 11 (km 462)                      | 5 (km 462)                 | |
| Gasolinera Shell                                                                                   | 11 (km 462)                      | 5 (km 462)                 | |
| Coquimbo, Baquedano Calle 25 de Agosto                                                             | 11 (km 462)                      | 5 (km 462)                 | |
| Coquimbo, Baquedano Avenida Juan Antonio Ríos Calle Lourdes                                        | 12 (km 461)                      | 4 (km 461)                 | Coquimbo, Baquedano Avenida Juan Antonio Ríos Calle Miraflores Calle San Miguel                    |
| Coquimbo, El Llano, La Pampilla Avenida Videla, calle Darío Salas San Juan Calle Recoleta          | 12 (km 461)                      | 4 (km 461)                 | Coquimbo, El Llano, La Pampilla Avenida Videla, calle Darío Salas San Juan Calle Recoleta          |
| | 13 (km 460)                      | 3 (km 460)                 | Coquimbo, El Llano, La Pampilla, San Juan Calle John F. Kennedy, Avenida Alessandri                |
| | 13 (km 460)                      | 3 (km 460)                 | Sindempart Calle Circunvalación A. Vespucio                                                        |
| Coquimbo, Guayacán, El Llano Acceso a Puerto Guayacán                                              | 13 (km 460)                      | 3 (km 460)                 | Sindempart Calle Los Copihues Coquimbo, Guayacán, El Llano Acceso a Puerto Guayacán                |
| Gasolinera Aramco                                                                                  | 13 (km 460)                      | 3 (km 460)                 | |
| Sindempart Avenida Los Clarines                                                                    | 14 (km 459)                      | 2 (km 459)                 | Sindempart Avenida Los Clarines                                                                    |
| | 14 (km 459)                      | 2 (km 459)                 | Gasolinera Terpel                                                                                  |
| La Herradura Avenida La Marina                                                                     | 14 (km 459)                      | 2 (km 459)                 | Sindempart Avenida El Sauce                                                                        |
| La Herradura Oriente Avenida Las Flores                                                            | 15 (km 458)                      | 1 (km 458)                 | La Herradura Oriente Avenida Las Flores                                                            |
| La Herradura Calle del Horno                                                                       | 15 (km 458)                      | 1 (km 458)                 | La Herradura Calle del Horno                                                                       |
| La Herradura Oriente Calle Los Acacios                                                             | 15 (km 458)                      | 1 (km 458)                 | La Herradura Oriente Calle Los Acacios                                                             |
| Vertedero Municipal                                                                                | 16 (km 457)                      | 0 (km 457)                 | Vertedero Municipal                                                                                |
| Continuación como Autopista del Elqui                                                              | 16 (km 457)                      | 0 (km 457)                 | Desde Autopista del Elqui                                                                          |